# 지오바니 판 브롱크호르스트
지오바니 판브롱크호르스트(네덜란드어: Giovanni Chiristiaan van Bronckhorst [d͡ʒijoːˈvɑni vɑn ˈbrɔŋkɦɔrst], 1975년 2월 5일 ~ )는 은퇴한 네덜란드의 축구 선수이자 최근 튀르키예의 쉬페르리그 베식타시 JK의 축구 감독을 맡았다.
1993년에 RKC 발베이크에서 데뷔한 이후 페예노르트 (1994-98, 2007-10), 레인저스 (1998-2001), 아스널 (2001-03), 바르셀로나 (2003-07)와 같은 명문을 거치며 선수 생활을 했고 그는 바르셀로나가 2005-06 UEFA 챔피언스 리그에서 그의 전 소속팀 아스널을 상대로 우승을 하는데 중요한 공헌을 했다.
그는 1996년에 네덜란드 축구 국가대표팀 데뷔전을 갖고 100번 넘는 A매치 경기 수와 현재까지 3번의 월드컵 출전 (1998년, 2006년, 2010년)과 3번의 UEFA 유럽 축구 선수권 대회 (2000년, 2004년, 2008년)의 출전 경력을 갖고있다. 우루과이과의 2010년 FIFA 월드컵 준결승전에서 중거리슛으로 선제골을 넣은 것으로도 유명 하는데 2010년 FIFA 월드컵이 끝난 직후인 2010년 7월 그는 현역에서 은퇴했다.

## 서훈
- 2010년 네덜란드 오라녜나사우 훈장 5등급(Knight of Order of Orange-Nassau)[주 1]

## 주해
1. ↑  이를 기사작위 또는 작위로 칭하는 것은 잘못이다. 기사작위(Knighthood)는 영국에서 1등급이나 2등급 훈장, 또는 Knight Bachelor를 받은 사람에게 부장(副章)과 함께 주는 칭호이다. 2010년에 지오바니 판브롱크호르스트가 받은 훈장은 5등급이기 때문에 부장이 없고, 네덜란드 수훈 체계에서 접두사나 접미사와 같은 명예 칭호는 빌럼 군사훈장 수훈자에게를 제외하고는 사용하지 않는다.

## 같이 보기
- A매치 100경기 이상 출전한 축구 선수 명단